# Nathan Good
Nathan Good (1971) is de eerste drummer van de band Death Cab For Cutie. Hij bespeelde de drums op het album Something About Airplanes (1998) en op de nummers The Employment Pages and Company Calls Epilogue op het album We Have the Facts and We're Voting Yes (2000).
Ben Gibbard · Chris Walla · Nick Harmer · Nathan Good · Michael Schorr · Jason McGerr
Albums: You Can Play These Songs with Chords · Something About Airplanes · We Have the Facts and We're Voting Yes · The Photo Album · You Can Play These Songs with Chords (Reissue) · Transatlanticism · Plans